# Roumanie au Concours Eurovision de la chanson junior
La Roumanie participe au Concours Eurovision de la chanson junior depuis 2003. 

## Représentants
| Année                | Artiste            | Chanson               | Langue  | Traduction du titre            | Place | Points |
| -------------------- | ------------------ | --------------------- | ------- | ------------------------------ | ----- | ------ |
| 2003                 | Bubu               | Tobele Sunt Viața Mea | Roumain | Les percussions sont ma vie    | 10    | 35     |
| 2004                 | Noni Răzvan Ene    | Iți Mulțumesc         | Roumain | Merci                          | 04    | 123    |
| 2005                 | Alina Eremia       | Țurai                 | Roumain | Tzooray                        | 05    | 89     |
| 2006                 | New Star Music     | Povestea Mea          | Roumain | Mon histoire                   | 06    | 80     |
| 2007                 | 4Kids              | Sha-la-la             | Roumain | -                              | 10    | 54     |
| 2008                 | Mădălina & Andrada | Salvați Planeta!      | Roumain | Sauve la planète !             | 09    | 59     |
| 2009                 | Ioana Bianca Anuta | Ai puterea în mâna ta | Roumain | Le pouvoir est entre tes mains | 13    | 19     |
| Retrait depuis 2010. |                    |                       |         |                                |       |        |

- Première place
- Deuxième place
- Troisième place
- Dernière place
- Roumanie organisateurs